# Noorse wesp
De Noorse wesp (Dolichovespula norwegica) is een vliesvleugelig insect uit de familie van de plooivleugelwespen (Vespidae). De wetenschappelijke naam is gepubliceerd in 1781 door Fabricius.

## Verspreiding
De Noorse wesp komt voor in het noorden van Europa en Azië. In het zuiden van Europa is de soort minder algemeen en beperkt tot berggebieden, waaronder de Pyreneeën. Ook in Nederland komt de soort in lage dichtheden voor.

## Ecologie
Alleen koninginnen overleven de winter en zij beginnen te vliegen vanaf het midden van april. Nesten worden meestal opgehangen aan bomen of struiken, maar soms aan gebouwen. Vaak bevinden deze nesten zich in de buurt van heidegebieden.
De nieuwe generatie mannetjes en koninginnen verschijnt vanaf de zomer. Deze voeden zich met nectar totdat de koninginnen op zoek gaan naar een overwinteringsplek. De laatste reproductieve exemplaren vliegen tot oktober.
Nesten van de Noorse wesp kunnen geparasiteerd worden door de sociaal parasitaire gewone koekoekswesp (Dolichovespula norwegica).